# Lindbergocapsus idahoensis
Lindbergocapsus idahoensis är en insektsart som först beskrevs av Knight 1968.  Lindbergocapsus idahoensis ingår i släktet Lindbergocapsus och familjen ängsskinnbaggar. Inga underarter finns listade i Catalogue of Life.